# Abodi Nagy Béla
Abodi Nagy Béla (Székelyszenterzsébet, 1918. július 13. – Budapest, 2012. december 9.) erdélyi magyar festő.

## Életpályája
Édesapja, Nagy Géza református lelkész, teológiai professzor, vallástörténész, filozófus  volt. Édesanyja Csoma Juliska. Bátyjai Géza és István, húga Julianna.
1924 őszén a család a Kolozs megyei Magyarbikalra költözött. Itt végezte el az elemi iskolát. 1928-ban szüleivel végleg Kolozsváron telepedett le, ahol édesapja a Református Teológia professzora lett. 1928–1936 között a kolozsvári Református Kollégiumban végezte középiskolai tanulmányait. Közben írásai jelentek meg az Ifjú Erdély és a Pásztortűz című folyóiratokban.
1936 őszén felvételizett a bukaresti Szépművészeti Akadémiára. Camil Ressut választotta tanítómesterének. 1940 tavaszán 24 művét állította ki egy bukaresti csoportkiállításon. 1940 őszétől Budapesten, a Képzőművészeti Főiskolán folytatta tanulmányait, vezető tanára Szőnyi István volt. 1941 tavaszán a Műbarát budapesti tárlatán állított ki a Barabás Miklós Céh tagjaival együtt. Önarcképét a minisztérium megvásárolta. 1941-ben rajztanári oklevelet szerzett. Ősszel Kolozsvár város pályázatán első díjat nyert. Tagja lett a Barabás Miklós Céhnek. 1941–1942 tanévben a budapesti Képzőművészeti Főiskola művészeti szakjának hallgatója volt.
1942 tavaszán feleségül vette Teutsch Éva Klárát. Házasságukból négy gyermek született: Anna, Zsófia, Klára, Géza. Ezután tanítói állást vállalt Kolozskovácsi (Faureni) faluban. Ősszel katonai szolgálatra hívták be.
1943-ban képeivel részt vett a Barabás Miklós Céh csoportkiállításain. 1944 márciusában a budapesti Nemzeti Szalonban hat festményét állították ki a Barabás Miklós Céh tárlatán. Augusztusban tíz munkával vett részt a Barabás Miklós Céh első csoportkiállításán. A többi kiállító művész: Andrásy Zoltán, Fülöp Antal Andor, Szolnay Sándor, Benczédi Sándor, Szervátiusz Jenő és Vida Géza voltak. 1944 őszén frontszolgálatra küldték, majd fogságba került.
1948-ban az Örmény SzSzK-ból hazatért Kolozsvárra. Ugyanebben az évben kiállítást rendezett és grafikusi munkákat vállalt. 1948 és 1964 között számos romániai kortárs író könyvét illusztrálta és több irodalmi klasszikus arcképét készítette el. Festményei a romániai állami képzőművészeti kiállításon és a hivatalosan szervezett külföldi tárlatokon szerepeltek: a Szovjetunióban, Lengyelországban, Magyarországon, Jugoszláviában, Csehszlovákiában, Németországban, Olaszországban, Egyiptomban, Szíriában. 1949 és 1983 között, nyugdíjazásáig, a Kolozsvári Ion Andreescu Képzőművészeti Főiskola festészeti tanszékének tanára, 1951–1957 és 1970–1983 között tanszékvezető tanára volt.
1956-ban tanulmányutat tett Magyarországon és Bulgáriában. 1958-ban szerepelt a szocialista országok I. triennáléján Moszkvában. 1961–1962-ben készítette el a Kolozsvári Diákművelődési Ház falfestményeinek terveit. A kivitelezést Petre Abrudan és Petru Feier festőművészekkel együtt végezte. 1966-ban tanulmányi céllal Csehszlovákiába és a Németországba utazott. 1970–1978 között a Szovjetunióban, 1973–1993 között Olaszországban, Franciaországban, Hollandiában, Ausztriában és Németországban tett több tanulmányutat.
1989-től az erdélyi művelődési és közéletben vállalt szerepe új lendületet kap. Társaival, Kós András szobrásszal és Andrásy Zoltán grafikusművésszel újrateremtője lett a Barabás Miklós Céhnek, melynek tiszteletbeli elnökévé választották. 1998-ban, Budapesten gyűjteményes kiállítást rendeztek műveiből. 2000-ben A jövő fénye címmel  magyar portréfilm készült róla (rendező Szakács Sára, operatőr Nemescsói Tamás). 2004. október-novemberében Abodi Nagy Béla retrospektív kiállítása nyílt a Kolozsvári Erdélyi Szépművészeti Múzeumban, a kolozsvári Bánffy-palotában.
2008-ban Budapestre költözött, ott hunyt el 2012. december 9-én. Kolozsváron, a Házsongárdi temetőben nyugszik.

## Művészete

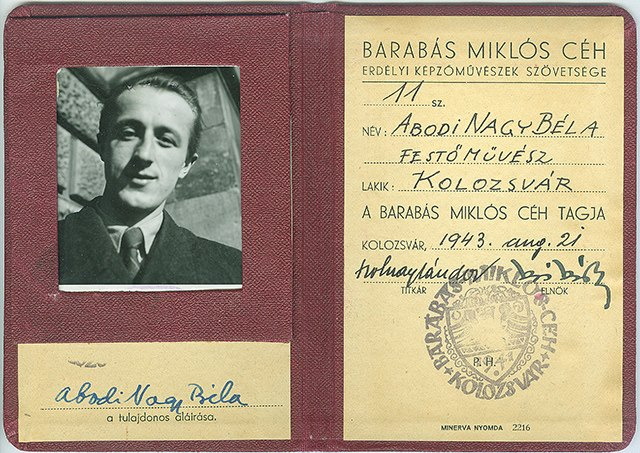
A Barabás Miklós Céh 11-es számú tagkönyve 1943-ból. Tulajdonos Abodi Nagy Béla. Aláírók: Kós Károly elnök és Szolnay Sándor titkár

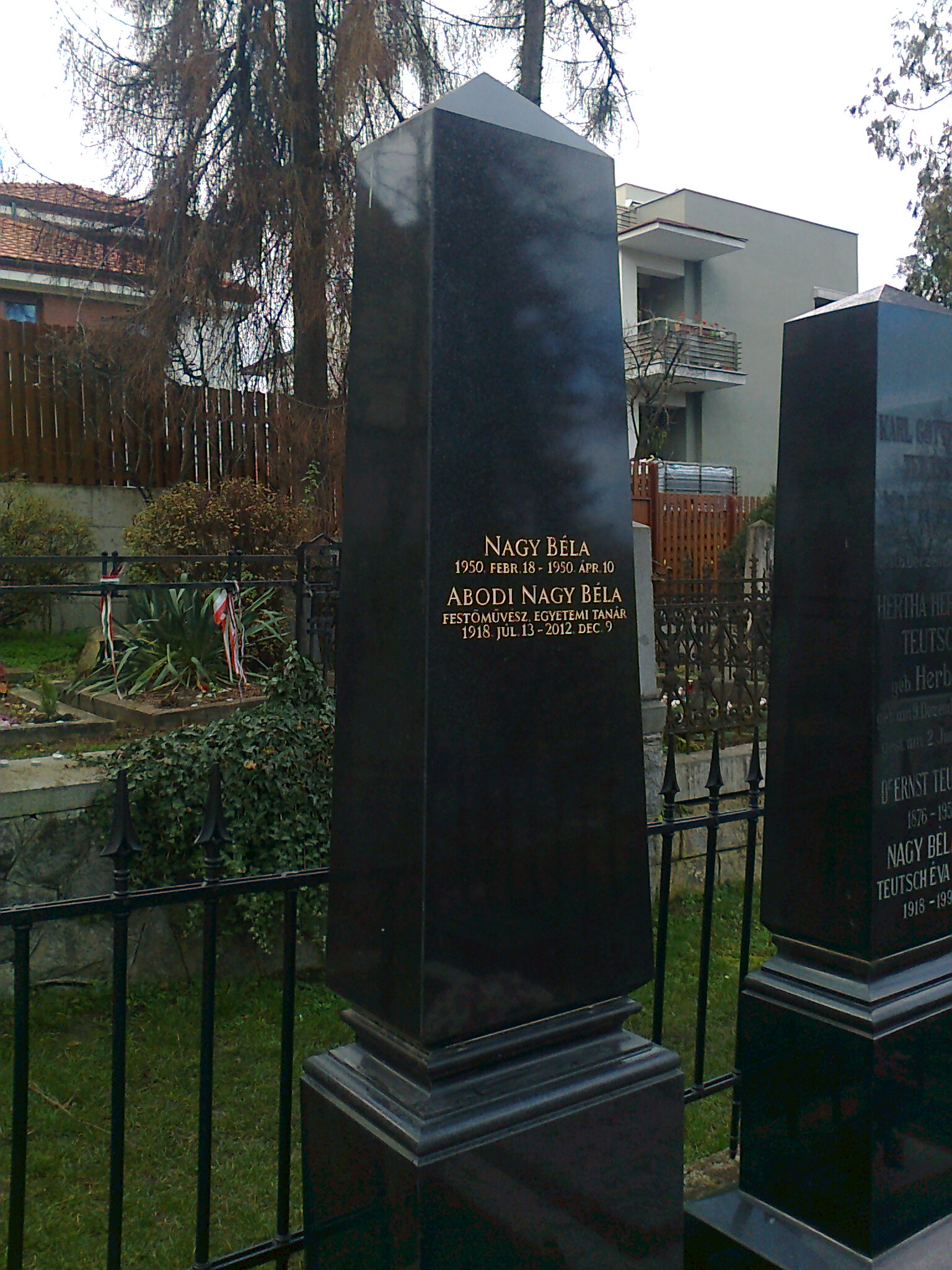
Sírja a Házsongárdi temetőben

Festészete  európai, egyetemes léptékű és érvényességű, modern, kísérletező, a képi műfajokat átívelő. Mégis, Abodit leginkább az emberi sorskérdésekkel vívódó, mesteri képi  rendszereket megvalósító kompozíciók jellemzik. Kísérletező, kereső, tehát nem törekszik öncélú képi leleményekre, erőltetett művi stílusegységre. Abodi a professzionális, a vérbeli intellektuális alkotó megtestesítője. A szakmai eszközök teljes arzenálját birtokolja, fölényes tudású.  Expresszív, naturalisztikus, drámai-realista, majd absztrakt, dekoratív-monumentális. Idősebb kori művei megrázóan letisztult művészi, mélyen humánus végkövetkeztetések: a kor képei, annak zseniális kórképei (diagnózisai).

## Kitüntetései
- 1951-től a Románia Szocialista Köztársaság Képzőművészeti Szövetségének tagja,
- 1953-ban a Munkaérdemrend II. fokozatával és Munkaéremmel tüntették ki,
- 1954-ben Román Népköztársaság Állami Díja Fónagy elfogatása című kompozíciójáért,
- 1955-ben Román Népköztársaság Állami Díja Kritika című festményéért,
- 1968-ban kitüntették a Kulturális Érdemrend IV. fokozatával.

## Nyomtatásban megjelent írásai
- Nagy Béla: Az árverés / Elbeszélés / Ifjú Erdély, 1933 március, XI. évf. 7. sz.
- Nagy Béla: Tavaszi álom, őszi ébredés / Elbeszélés / Ifjú Erdély, 1933 szeptember, XII. évf. 1. sz.
- Nagy Béla: A betörő / Elbeszélés / Ifjú Erdély, 1933 szeptember, XII. évf. 2. sz.
- Nagy Béla: Legyen békesség / Elbeszélés / Ifjú Erdély, 1933 december, XII. évf. 4. sz.
- Nagy Béla: Falutól a faluig  / Elbeszélés / Ifjú Erdély, 1934 január, február, XII. évf. 5-6. sz.
- Nagy Béla: Jóska bácsi  / Elbeszélés / Ifjú Erdély, 1934 április XII. évf. 8. sz.
- Nagy Béla: Nagy vihar kis életben / Elbeszélés / Ifjú Erdély, 1935.  február, XIII. évf. 6. sz.
- Nagy Béla: Futótűz / Elbeszélés / Ifjú Erdély, 1935.  szeptember, XIV. évf. 1. sz.
- Nagy Béla: Tanulót felveszek / Elbeszélés / Pásztortűz, 1935. XXI. évf. 12. sz.
- Nagy Béla:  Világosság / Elbeszélés / Ifjú Erdély, 1936. július-augusztus, XIV. évf. 11-12. sz.
- Nagy Béla:  Avatás / Elbeszélés / Ifjú Erdély, 1937. XV. évf. 5. sz.
- Nagy Béla:  Harag / Elbeszélés / Pásztortűz, 1937. XXIII. évf. 5-6.  sz.
- Nagy Béla: Csíkmenasági faszobrok / Elbeszélés / Pásztortűz, 1941. XXVII. évf. 10. sz.
- Abodi Nagy Béla: Tavasz Bulgáriában / Utunk, 1956. május 25.
- Abodi Nagy Béla: Ciupe Aurel Üdvözlése / Utunk, 1957. november 21.
- Abodi Nagy Béla: ISER / Művészet, 1958. 3 sz.
- Abodi Nagy Béla: "Emlékeztető", kiállítás / Ács Ferenc és Cornel Codreanu / Utunk, 1959.   november
- Abodi Nagy Béla:  "A csúf tagadása" / Fülöp Antal Andor / Utunk, 1969.  június 13.
- Abodi Nagy Béla:  "A művészeti élet munkása volt", Cseh Gusztáv / Utunk, 1972. március 3.
- Abodi Nagy Béla:  A huszadik század tükrében (Nagy Imre) / Utunk, XXXIII. évf. 29 sz. 1978. júl.
- Abodi Nagy Béla:  "Íme egy erdélyi festő", Andrássy Zoltán / A Hét, 1981. november 6.
- Abodi Nagy Béla: Petru Feier / Utunk, 1985. CENZÚRÁZOTT szöveg.
- Abodi Nagy Béla: "Egy grafikus arcképe"/ Barcsay Jenő festőművész egyetemességről / Utunk, XLIII. évf. 18 sz. 1988. április 29.
- Abodi Nagy Béla: "Emlékirat" a magyar képzőművészeti felsőfokú oktatás tárgyában / Szabadság, 1990. január 30. Kovács Zoltán, Abodi Nagy Béla, Miklóssy Gábor, Benczédi Sándor, Mohy Sándor, Erdős Tibor, E. Szabó Ilona, Vetró Artur, Feszt László, Veress Pál, Gergely István, Déak Ferenc, Lövith Egon, Murádin Jenő, Kovács András, Korondi Jenő.
- Abodi Nagy Béla: "Emlékirat" a magyar képzőművészeti felsőfokú oktatás tárgyában / Romániái Magyar Szó, 1990. február 24. / Kovács Zoltán, Abodi Nagy Béla, Miklóssy Gábor, Benczédi Sándor, Mohy Sándor, Erdős Tibor, E. Szabó Ilona, Vetró Artúr, Feszt László, Veress Pál, Gergely István, Deák Ferenc, Lövith Egon, Murádin Jenő, Kovács András, Korondi Jenő.
- Abodi Nagy Béla: "Emlékirat" a magyar képzőművészeti felsőfokú oktatás tárgyában / Erdélyi Figyelő, 1990. 3. / Kovács Zoltán, Abodi Nagy Béla, Miklóssy Gábor, Benczédi Sándor, Mohy Sándor, Erdős Tibor, E. Szabó Ilona, Vetró Artúr, Feszt László, Veress Pál, Gergely István, Deák Ferenc, Lövith Egon, Murádin Jenő, Kovács András, Korondi Jenő.
- Abodi Nagy Béla: Emlékezés Szolnay Sándorra / Szabadság / Művészet / 1994.  február 19.
- Abodi Nagy Béla: A Barabás Miklós Céh / Értesítője / 1994, május 1. sz.
- Abodi Nagy Béla: Kovács Zoltán laudációja / Szabadság / Művelődés, 1995. december
- Abodi Nagy Béla: Az újjá alakult Barabás Miklós Céh első csoportos kiállítása / Szabadság / Művelődés, 1996. október 17.
- Abodi Nagy Béla: "Nagybánya...  / Romániai Magyar Szó, 1996. 24 sz. június 22-23.
- Abodi Nagy Béla: "Föl-földobott kő", Kovács Zoltán / Szabadság / Művelődés, 1999. július 10.
- Abodi Nagy Béla: Mohy Sándor köszöntése / Szabadság / Művelődés, 1999. szeptember 11.
- Abodi Nagy Béla:  Kós András köszöntése / Szabadság / Művelődés, 1999. szeptember 11.
- Abodi Nagy Béla: Kós András (85 éves), Erdélyből, Erdélyért / Szabadság / Művelődés, 1999. november 6.
- Abodi Nagy Béla: Nap kövén köszörült fájdalom / Szabadság / Művelődés, 1999. december 11. (1994 BMC)
- Abodi Nagy Béla:  Szobrok és sorsok (Kós András Bethlen Gábor-szobra Nagyváradon / Szabadság    /Művelődés / 2003.  június 21.
- Abodi Nagy Béla: Nem írom alá / Szabadság / Vélemény, 1998. február 26.
- Abodi Nagy Béla: Károly Sándor "Hosszú" ravatalánál / Magyar felsőoktatás, Budapest 2000. 9sz.
- Abodi Nagy Béla: "In memoriam" Károly Sándor Hosszú / Szabadság, 2000. június 24.